# El abuelo (película de 1998)
El abuelo es una película española de 1998 dirigida por José Luis Garci, protagonizada por Fernando Fernán Gómez y candidata al Óscar de Hollywood. Se trata de la cuarta adaptación cinematográfica de la novela homónima de Benito Pérez Galdós. La anterior se estrenó en 1972 con el título de La duda, dirigida por Rafael Gil y protagonizada por Fernando Rey. El honor trasnochado y un sentido del deber que va más allá del sentido común son los auténticos protagonistas de esta historia.

## Producción
El proyecto se rodó inicialmente como una miniserie para TVE, siendo esta película un montaje, con una duración menor, que se realizó para el cine. La serie fue estrenada en 2001.

## Argumento
La trama comienza cuando don Rodrigo de Arista, un noble hidalgo asturiano regresa de América, más concretamente del Perú. Su situación económica es precaria y se encuentra en la ruina; aunado a su ancianidad, su noble corazón y su espíritu no lo abandona nunca, y le es difícil apartar el don de mando de su osado carácter. En la cinta don Rodrigo descubre que una de sus dos nietas es hija ilegítima, producto de un amorío entre su nuera y un artista. Pese a que convive con sus nietas y mantiene una buena relación con ellas, le intriga la duda de no saber con certeza plena cuál de ellas no es su nieta de verdad y verdadera heredera de su título y casa. En su deseo de que su nuera le diga cuál de las dos es la auténtica, tendrá aún más conflictos con ella, puesto que, prefiriendo perder la vida, se llevará el secreto a la tumba mientras él no demuestre querer a las dos por igual y sin preferencia por esa situación.

## Crítica
La película obtuvo muy buenas críticas en el momento de su estreno. Con el tiempo se ha convertido en todo un clásico del cine español, debido a su realización sobria y a la buena interpretación de sus actores. Fernando Fernán Gómez crea un personaje imponente, en tanto que Rafael Alonso aporta humanidad al bondadoso maestro que interpreta. La música de Manuel Balboa gira en torno a un tema central melódico y de gran belleza.

## Palmarés cinematográfico
Premios Óscar 1998
| Categoría                          | Resultado |
| ---------------------------------- | --------- |
| Mejor película de habla no inglesa | Candidata |

XIII edición de los Premios Goya
| Categoría                     | Persona                              | Resultado  |
| ----------------------------- | ------------------------------------ | ---------- |
| Mejor película                | Mejor película                       | Candidata  |
| Mejor director                | José Luis Garci                      | Candidato  |
| Mejor actriz protagonista     | Cayetana Guillén Cuervo              | Candidata  |
| Mejor actor protagonista      | Fernando Fernán Gómez                | Ganador    |
| Mejor actor de reparto        | Agustín González                     | Candidato  |
| Mejor guion adaptado          | José Luis Garci Horacio Valcárcel    | Candidatos |
| Mejor fotografía              | Raúl Pérez Cubero                    | Candidato  |
| Mejor montaje                 | Miguel González-Sinde                | Candidato  |
| Mejor dirección artística     | Gil Parrondo                         | Candidato  |
| Mejor dirección de producción | Luis María Delgado Valentín Panero   | Candidatos |
| Mejor diseño de vestuario     | Gumersindo Andrés                    | Candidato  |
| Mejor maquillaje y peluquería | Cristóbal Criado Alicia López Medina | Candidatos |
| Mejor sonido                  | José Antonio Bermúdez Diego Garrido  | Candidatos |

Medallas del Círculo de Escritores Cinematográficos de 1998
| Categoría            | Persona                             | Resultado |
| -------------------- | ----------------------------------- | --------- |
| Mejor película       | Mejor película                      | Ganadora  |
| Mejor actriz         | Cayetana Guillén Cuervo             | Ganadora  |
| Mejor actor          | Fernando Fernán Gómez Rafael Alonso | Ganadores |
| Mejor guion adaptado | José Luis Garci Horacio Valcárcel   | Ganador   |

Premios de la Unión de Actores
- Nominación al mejor actor protagonista (Fernando Fernán Gómez)

Premios de la Academia de la Televisión 2000
- Premio al mejor actor, Fernando Fernán Gómez.
- Premio al mejor programa de ficción.
- Premio al mejor guion adaptado.
- Nominación a la mejor fotografía.
- Nominación a la mejor dirección.
- Nominación a la mejor música original, Manuel Balboa.

## Reparto
| Actor/Actriz            | Personaje                      |
| ----------------------- | ------------------------------ |
| Fernando Fernán Gómez   | Don Rodrigo de Arista Potestad |
| Rafael Alonso           | Don Pío Coronado               |
| Cayetana Guillén Cuervo | Doña Lucrecia Richmond         |
| Agustín González        | Senén Corchado                 |
| Cristina Cruz           | Dolly                          |
| Alicia Rozas            | Nelly                          |
| Fernando Guillén        | Alcalde de Jerusa              |
| Francisco Piquer        | Prior de Zaratay               |
| María Massip            | Gregoria                       |
| José Caride             | Venancio                       |
| Francisco Algora        | Don Carmelo                    |
| Emma Cohen              | Vicenta, la alcaldesa          |
| Juan Calot              | Don Salvador, médico           |
| Concha Gómez Conde      | Doña Consuelito                |
| Nuria Rodríguez         | Criada                         |
| José Luis Merino        | Camarero casino                |
| Antonio Valero          | Don Jaime, ministro            |
| Selica Torcal           | Dolly                          |
| Félix Acaso             | Don Pío Coronado               |
| Julio Gavilanes         |                                |
| Juan Antonio Gálvez     | Ministro                       |
| Sara Vivas              | Nelly                          |